# Хора (античность)
Хора (от греч. χώρα — место, область, земля) — территория, использовавшаяся гражданами античного полиса для занятия сельским хозяйством. Являлась структурной частью большинства античных полисов.

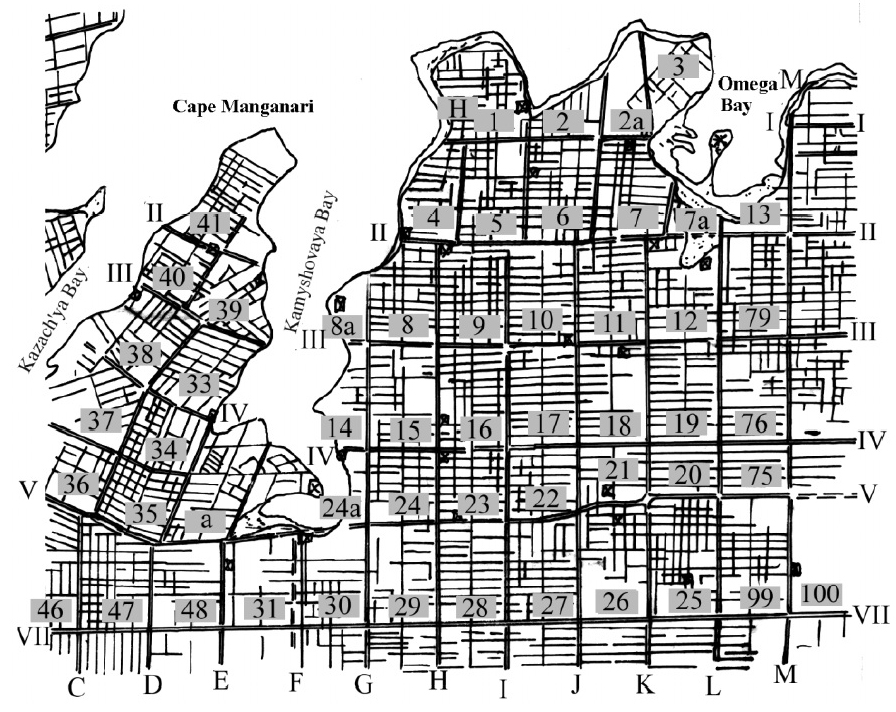
Фрагмент межевания хоры Херсонеса Таврического

## Общая характеристика
Хора античного полиса представляла собой местность вблизи античного поселения, равномерно распределенную на наделы — «клеры» размером, как правило, в пределах 4-5 гектаров. Площадь хоры зависела от размера полиса, но у многих полисов её радиус не превышал 5-6 километров.
Археологически хора прослеживается благодаря межеванию, видимому по сегодняшний день на поверхности благодаря остаткам каменных стен, ограждавших участки. Иногда хора была частью оборонительной системы полиса, как в Херсонесе Таврическом.

## Владельцы земельных участков
Владельцами земельных наделов на хоре античных полисов, как правило, были небольшие семьи среднего достатка, о чём свидетельствуют многочисленные археологические остатки. На многих клерах сохранились руины усадеб, владельцы которых активно занимались виноделием, выращивали оливковые деревья и зерновые культуры. Усадьба гражданина на хоре полиса называлась «ойкос» и представляла собой комплекс жилых и хозяйственных построек, нередко включавшем специально оборудованную винодельню. Ученые не отрицают возможность использования рабского труда на поселениях хоры, как и привлечения варварского населения для обработки земли.
Большая часть граждан постоянно проживала в пределах городских стен, ежедневно отправляясь на обработку хоры, поэтому в её пределах, как правило, отсутствовали постоянные поселения, а возведенные усадьбы носили временный характер. Лишь на расстоянии 2-3 км от полиса могли встречаться комы — античные деревни.

## Распределение земли внутри гражданского коллектива
В декрете иссейцев (греческой колонии на территории современной Хорватии) о разделе земли между первопоселенцами сказано следующее: «…а близ города и в хоре первым (переселенцам) получить в качестве преимущества из хорошей земли основной надел в три плетра, а из прочей — эти же доли. Записать, где в хоре и в городе каждый получил по жребию. Всегда быть у них и у потомков у каждого по полтора плетра (земли). Присоединяющимся (переселенцам) получить в городе по одному ойкопедону (участок для строительства дома) и из неразделённой (земли) — по четыре с половиной плетра» . Таким образом, первопоселенцы в Иссе имели как преимущество перед другими наделы площадью 0,57 га, а остальные же — по 0,43 га.
Следует сказать, что вся земля полиса разделялась согласно декрету иссейцев на три категории:
1. Земля внутри городских стен — τᾱς πόλιος τετειχισμένας;
2. Земля в окрестностях города — τᾱς ἐὺγγς πόλιος;
3. Собственно хора, (ἁ χώρα) которая делилась на:

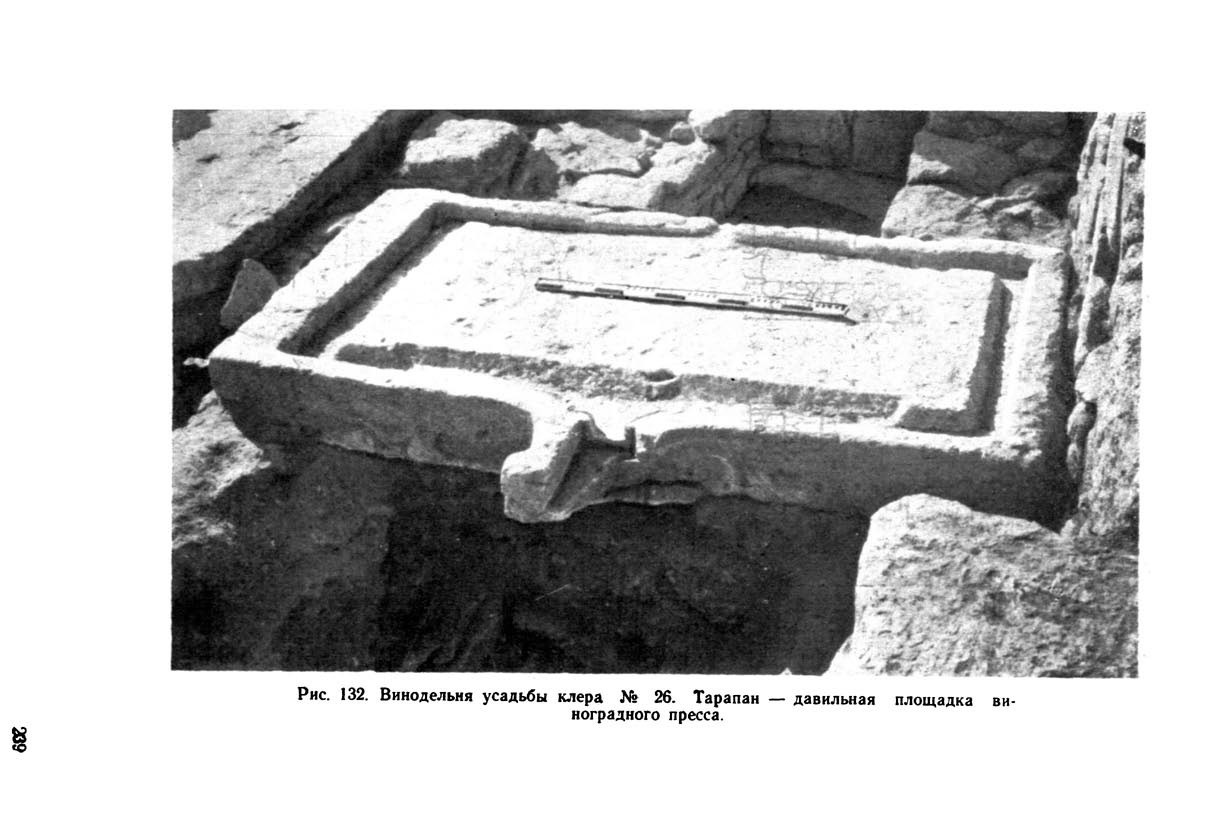
Винодельческий тарапан из античной усадьбы

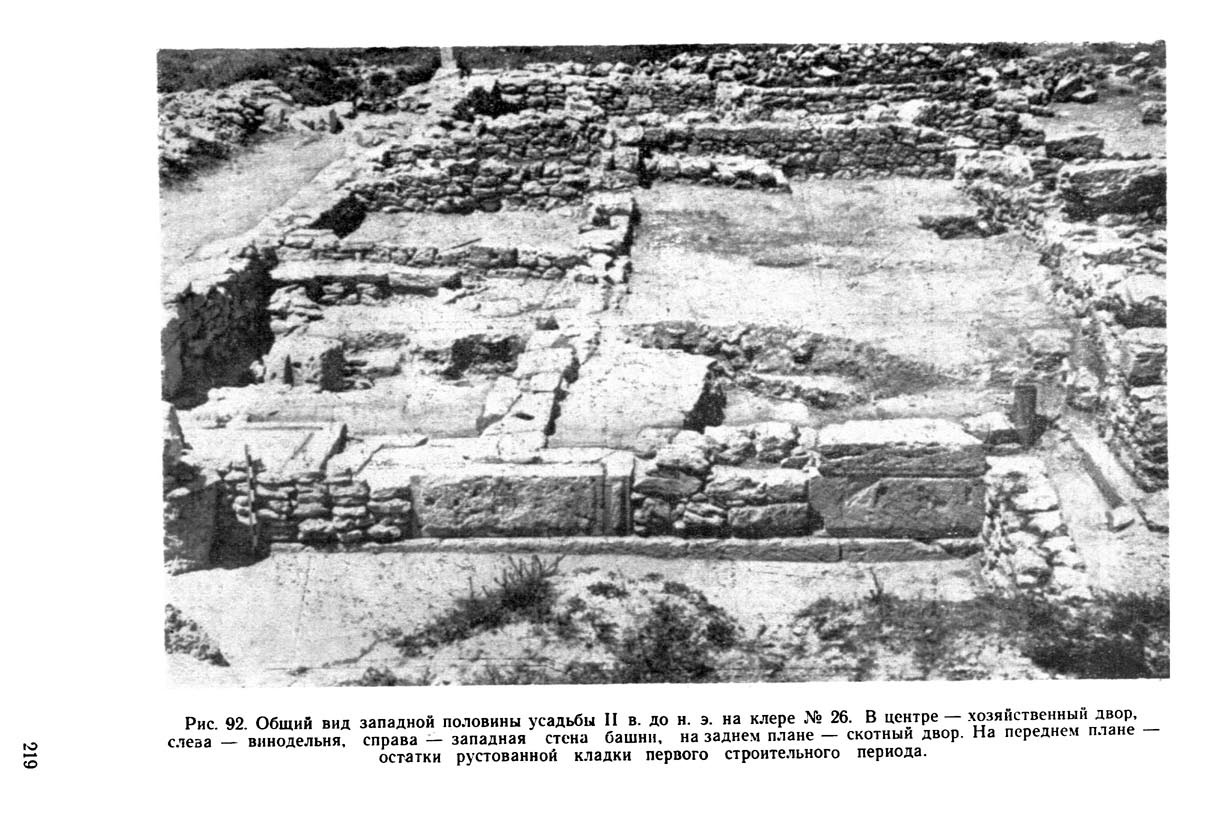
Остатки античной усадьбы с винодельней на хоре Херсонеса

- Землю под основные наделы;
- Остальную землю — τά ἄλλα;
- Неделимую землю — τά ἀδιαίρετα..

## Проблема отчуждаемости земельных наделов
Вопрос о том, кем были граждане полиса по отношению к обрабатываемой ими земле, остаётся открытым. Однако наиболее убедительно звучит та точка зрения, согласно которой не отрицается наличие частной собственности в античном полисе, но предполагается её зависимое положение по отношению к общинной собственности гражданского коллектива. Верховным собственником в античном полисе оставалась община, поскольку именно обеспеченность граждан землёй была залогом стабильности существования полиса. Земля не являлась товаром в античном полисе, поскольку перераспределялась только внутри общины под полным её контролем. К этому стоит добавить только то, что в наибольшей мере контроль осуществлялся над так называемыми основными наделами, которые всегда должны были находиться в собственности их изначальных владельцев. Передел земли внутри полиса был недопустимым явлением, и его инициаторы могли быть подвергнуты самым суровым наказаниям.